# Жана Тодорова
Жана Тодорова (родена на 6 януари 1997 г. в Пловдив) е българска волейболистка. Тя играе за България и ВК Марица (Пловдив) като либеро.Либерото на Марица (Пловдив) има седем поредни шампионски титли с маричанки. Носителка е на четири пъти на Купа България. Веднъж е печелила и Суперкупата на страната. Определена е за най-добро либеро на Световното първенство по волейбол до 23 години през 2017 година в Словения и за най-добро либеро на Световното първенство по волейбол до 20 години през 2015 година в Пуерто Рико. Печелила е два пъти 
Европейската Златна лига с националния отбор на България през 2018 и 2021 година. Избрана за най-полезен състезател на турнира през 2021 година в Русе.Спечелва Challenger Cup с националния отбор през 2018 година в Перу. Участвала на две Световни първенства и три Европейски.  